# Cúp Vàng CONCACAF 1998
Cúp Vàng CONCACAF 1998 là Cúp Vàng CONCACAF lần thứ tư do CONCACAF tổ chức.
Giải đấu được diễn ra tại Hoa Kỳ từ 1 đến 15 tháng 2 năm 1998. Giải đấu có 10 đội tham dự, trong đó, Brasil là khách mời từ CONMEBOL, chia làm 3 để chọn ra 4 đội đứng đầu bảng giành quyền vào bán kết. Đương kim vô địch México bảo vệ được chức vô địch sau khi vượt qua Hoa Kỳ 1–0 ở trận chung kết.

## Các đội giành quyền tham dự
| Đội                             | Tư cách qua vòng loại | Các lần tham dự |
| Vùng Bắc Mỹ                     | Vùng Bắc Mỹ           | Vùng Bắc Mỹ     |
| ------------------------------- | --------------------- | --------------- |
| Hoa Kỳ                          | Chủ nhà               | 3               |
| México                          | Dự thẳng              | 3               |
| Canada (1)                      | Dự thẳng              | 3               |
| Top 2 Cúp Caribe 1997           |                       |                 |
| Trinidad và Tobago              | Vô địch               | 3               |
| Cuba                            | Á quân                | Lần đầu         |
| Top 4 Cúp bóng đá Trung Mỹ 1997 |                       |                 |
| Costa Rica                      | Vô địch               | 2               |
| Guatemala                       | Á quân                | 2               |
| El Salvador                     | Hạng ba               | Lần đầu         |
| Honduras                        | 4th Place             | 4th             |
| CONMEBOL                        |                       |                 |
| Brasil                          | Invited               | 2nd             |

(1) Canada bỏ cuộc và thay thế bởi Jamaica.

### Trận play-off
| Cuba | 2–0 | Saint Kitts và Nevis |
| ---- | --- | -------------------- |
|      |     |                      |

## Địa điểm
| Los Angeles                   | Oakland                         | Miami            |
| ----------------------------- | ------------------------------- | ---------------- |
| Los Angeles Memorial Coliseum | Oakland-Alameda County Coliseum | Orange Bowl      |
| Sức chứa: 93.607              | Sức chứa: 63.026                | Sức chứa: 74.476 |
|                               |                                 |                  |

## Vòng bảng

### Bảng A
| Đội         | Pld | W | D | L | GF | GA | GD | Pts |
| ----------- | --- | - | - | - | -- | -- | -- | --- |
| Jamaica     | 3   | 2 | 1 | 0 | 5  | 2  | +3 | 7   |
| Brasil      | 3   | 1 | 2 | 0 | 5  | 1  | +4 | 5   |
| Guatemala   | 3   | 0 | 2 | 1 | 3  | 4  | −1 | 2   |
| El Salvador | 3   | 0 | 1 | 2 | 0  | 6  | −6 | 1   |

| El Salvador | 0–0      | Guatemala |
| ----------- | -------- | --------- |
|             | Chi tiết |           |

| Brasil | 0–0      | Jamaica |
| ------ | -------- | ------- |
|        | Chi tiết |         |

| Brasil      | 1–1      | Guatemala |
| ----------- | -------- | --------- |
| Romário 79' | Chi tiết | Plata 90' |

| El Salvador | 0–4      | Brasil                                    |
| ----------- | -------- | ----------------------------------------- |
|             | Chi tiết | Edmundo 7' · Romário 19' · Élber 87', 90' |

| Guatemala                | 2–3      | Jamaica                      |
| ------------------------ | -------- | ---------------------------- |
| Plata 16' · Westphal 84' | Chi tiết | Hall 14', 67' · Williams 55' |

| Jamaica                 | 2–0      | El Salvador |
| ----------------------- | -------- | ----------- |
| Gayle 41' · Simpson 62' | Chi tiết |             |

- Trận đấu được dời vào 6 tháng 2 do cơn mưa nặng hạt.

### Bảng B
| Đội                | Pld | W | D | L | GF | GA | GD | Pts |
| ------------------ | --- | - | - | - | -- | -- | -- | --- |
| México             | 2   | 2 | 0 | 0 | 6  | 2  | +4 | 6   |
| Trinidad và Tobago | 2   | 1 | 0 | 1 | 5  | 5  | 0  | 3   |
| Honduras           | 2   | 0 | 0 | 2 | 1  | 5  | −4 | 0   |

| Honduras  | 1–3      | Trinidad và Tobago        |
| --------- | -------- | ------------------------- |
| Pavón 66' | Chi tiết | Nixon 35' · John 39', 70' |

| México                                          | 4–2      | Trinidad và Tobago       |
| ----------------------------------------------- | -------- | ------------------------ |
| Ramírez 37' · Hernández 63', 82' · Palencia 65' | Chi tiết | Marcelle 59' · Nixon 75' |

| México          | 2–0      | Honduras |
| --------------- | -------- | -------- |
| Blanco 22', 86' | Chi tiết |          |

### Bảng C
| Đội        | Pld | W | D | L | GF | GA | GD | Pts |
| ---------- | --- | - | - | - | -- | -- | -- | --- |
| Hoa Kỳ     | 2   | 2 | 0 | 0 | 5  | 1  | +4 | 6   |
| Costa Rica | 2   | 1 | 0 | 1 | 8  | 4  | +4 | 3   |
| Cuba       | 2   | 0 | 0 | 2 | 2  | 10 | −8 | 0   |

| Hoa Kỳ                                        | 3–0      | Cuba |
| --------------------------------------------- | -------- | ---- |
| Wegerle 55' · Wynalda 58' · Moore 76' (ph.đ.) | Chi tiết |      |

| Costa Rica                                                             | 7–2      | Cuba                                |
| ---------------------------------------------------------------------- | -------- | ----------------------------------- |
| Berry 3' · Wanchope 21', 32', 64', 78' · López 29' (ph.đ.) · Myers 44' | Chi tiết | Marten-Pellicier 50' · Sebrango 90' |

| Hoa Kỳ              | 2–1      | Costa Rica |
| ------------------- | -------- | ---------- |
| Pope 7' · Preki 78' | Chi tiết | Oviedo 56' |

## Vòng đấu loại trực tiếp

### Sơ đồ
|  | Bán kết                  | Bán kết |                          |   | Chung kết | Chung kết |
|  |                          |         |                          |   |           |           |
|  | 10 tháng 2 – Los Angeles |         |                          |   |           |           |
|  |                          |         |                          |   |           |           |
|  | Hoa Kỳ                   | 1       |                          |   |           |           |
|  | Hoa Kỳ                   | 1       | 15 tháng 2 – Los Angeles |   |           |           |
|  | Brasil                   | 0       |                          |   |           |           |
|  | Brasil                   | 0       | Hoa Kỳ                   | 0 |           |           |
|  | 12 tháng 2 – Los Angeles |         | Hoa Kỳ                   | 0 |           |           |
|  |                          | México  | 1                        |   |           |           |
|  | Jamaica                  | México  | 1                        | 0 |           |           |
|  | Jamaica                  |         |                          | 0 |           |           |
|  | México                   | 1       |                          |   |           |           |
|  | México                   | 1       | Tranh hạng ba            |   |           |           |
|  |                          |         |                          |   |           |           |
|  | 14 tháng 2 – Los Angeles |         |                          |   |           |           |
|  |                          |         |                          |   |           |           |
|  | Brasil                   | 1       |                          |   |           |           |
|  | Brasil                   | 1       |                          |   |           |           |
|  | Jamaica                  | 0       |                          |   |           |           |

### Bán kết
| Hoa Kỳ    | 1–0      | Brasil |
| --------- | -------- | ------ |
| Preki 65' | Chi tiết |        |

| México         | 1–0 (h.p.) | Jamaica |
| -------------- | ---------- | ------- |
| Hernández 105' | Chi tiết   |         |

### Tranh hạng ba
| Brasil      | 1–0      | Jamaica |
| ----------- | -------- | ------- |
| Romário 77' | Chi tiết |         |

### Chung kết
| Hoa Kỳ | 0–1      | México        |
| ------ | -------- | ------------- |
|        | Chi tiết | Hernández 43' |

### Vô địch
| Vô địch Cúp Vàng CONCACAF 1998 Mexico Lần thứ sáu |

## Giải thưởng
| Best XI      | Best XI                            | Best XI                                         | Best XI                        |
| Thủ môn      | Hậu vệ                             | Tiền vệ                                         | Tiền đạo                       |
| ------------ | ---------------------------------- | ----------------------------------------------- | ------------------------------ |
| Jorge Campos | Eddie Pope Claudio Suárez Ze María | Ramón Ramírez Preki Paul Hall Cuauhtémoc Blanco | Edmundo Romário Paulo Wanchope |

## Vua phá lưới
4 bàn
- Paulo Wanchope
- Luis Hernández

3 bàn
- Romário

2 bàn
- Élber

## Bảng xếp hạng giải đấu
| R  | Đội                | G | W | D | L | GF | GA | GD | Pts |    |
| -- | ------------------ | - | - | - | - | -- | -- | -- | --- | -- |
| 1  | México             | B | 4 | 4 | 0 | 0  | 8  | 2  | +6  | 12 |
| 2  | Hoa Kỳ             | C | 4 | 3 | 0 | 1  | 6  | 2  | +4  | 9  |
| 3  | Brasil             | A | 5 | 2 | 2 | 1  | 6  | 2  | +4  | 8  |
| 4  | Jamaica            | A | 5 | 2 | 1 | 2  | 5  | 4  | +1  | 7  |
| 5  | Costa Rica         | C | 2 | 1 | 0 | 1  | 8  | 4  | +4  | 3  |
| 6  | Trinidad và Tobago | B | 2 | 1 | 0 | 1  | 5  | 5  | 0   | 3  |
| 7  | Guatemala          | A | 3 | 0 | 2 | 1  | 3  | 4  | −2  | 2  |
| 8  | El Salvador        | A | 3 | 0 | 1 | 2  | 0  | 6  | −6  | 1  |
| 9  | Honduras           | B | 2 | 0 | 0 | 2  | 1  | 5  | −4  | 0  |
| 10 | Cuba               | C | 2 | 0 | 0 | 2  | 2  | 10 | −8  | 0  |